# Вава (Бабушница)
Вава је насеље у Србији у општини Бабушница у Пиротском округу. Према попису из 2022. било је 135 становника.

## Демографија
У насељу Вава живи 241 пунолетни становник, а просечна старост становништва износи 52,3 година (50,9 код мушкараца и 53,6 код жена). У насељу има 97 домаћинстава, а просечан број чланова по домаћинству је 2,74.
Ово насеље је у потпуности насељено Србима (према попису из 2002. године), а у последња три пописа, примећен је пад у броју становника.
|  |

| Демографија | Демографија | Демографија |
| Година      | Становника  | Становника  |
| ----------- | ----------- | ----------- |
| 1948.       | 893         |             |
| 1953.       | 909         |             |
| 1961.       | 723         |             |
| 1971.       | 587         |             |
| 1981.       | 475         |             |
| 1991.       | 358         | 353         |
| 2002.       | 266         | 266         |
| 2011.       | 222         |             |
| 2022.       | 135         |             |

| Етнички састав према попису из 2002.‍ | Етнички састав према попису из 2002.‍ | Етнички састав према попису из 2002.‍ | Етнички састав према попису из 2002.‍ | Етнички састав према попису из 2002.‍ |
| ------------------------------------ | ------------------------------------ | ------------------------------------ | ------------------------------------ | ------------------------------------ |
|                                      |                                      |                                      |                                      |                                      |
| Срби                                 | Срби                                 |                                      | 266                                  | 100,0%                               |

| Година пописа     | 1948. | 1953. | 1961. | 1971. | 1981. | 1991. | 2002. |
| ----------------- | ----- | ----- | ----- | ----- | ----- | ----- | ----- |
| Број домаћинстава | 130   | 137   | 132   | 133   | 118   | 110   | 97    |

| Број чланова      | 1  | 2  | 3 | 4 | 5 | 6  | 7 | 8 | 9 | 10 и више | Просек |
| ----------------- | -- | -- | - | - | - | -- | - | - | - | --------- | ------ |
| Број домаћинстава | 21 | 40 | 9 | 9 | 7 | 10 | 1 | 0 | 0 | 0         | 2,74   |

| Пол    | Укупно | Неожењен/Неудата | Ожењен/Удата | Удовац/Удовица | Разведен/Разведена | Непознато |
| ------ | ------ | ---------------- | ------------ | -------------- | ------------------ | --------- |
| Мушки  | 119    | 26               | 81           | 12             | 0                  | 0         |
| Женски | 126    | 14               | 88           | 22             | 1                  | 1         |
| УКУПНО | 245    | 40               | 169          | 34             | 1                  | 1         |

| Пол    | Укупно                    | Пољопривреда, лов и шумарство | Рибарство                            | Вађење руде и камена | Прерађивачка индустрија       |
| ------ | ------------------------- | ----------------------------- | ------------------------------------ | -------------------- | ----------------------------- |
| Мушки  | 37                        | 8                             | 0                                    | 0                    | 16                            |
| Женски | 25                        | 12                            | 0                                    | 0                    | 7                             |
| УКУПНО | 62                        | 20                            | 0                                    | 0                    | 23                            |
| Пол    | Производња и снабдевање   | Грађевинарство                | Трговина                             | Хотели и ресторани   | Саобраћај, складиштење и везе |
| Мушки  | 2                         | 5                             | 1                                    | 0                    | 1                             |
| Женски | 0                         | 0                             | 1                                    | 0                    | 0                             |
| УКУПНО | 2                         | 5                             | 2                                    | 0                    | 1                             |
| Пол    | Финансијско посредовање   | Некретнине                    | Државна управа и одбрана             | Образовање           | Здравствени и социјални рад   |
| Мушки  | 0                         | 0                             | 0                                    | 1                    | 0                             |
| Женски | 0                         | 0                             | 0                                    | 1                    | 0                             |
| УКУПНО | 0                         | 0                             | 0                                    | 2                    | 0                             |
| Пол    | Остале услужне активности | Приватна домаћинства          | Екстериторијалне организације и тела | Непознато            | Непознато                     |
| Мушки  | 0                         | 0                             | 0                                    | 3                    | 3                             |
| Женски | 0                         | 0                             | 0                                    | 4                    | 4                             |
| УКУПНО | 0                         | 0                             | 0                                    | 7                    | 7                             |